# Steinbrücke 21 (Quedlinburg)

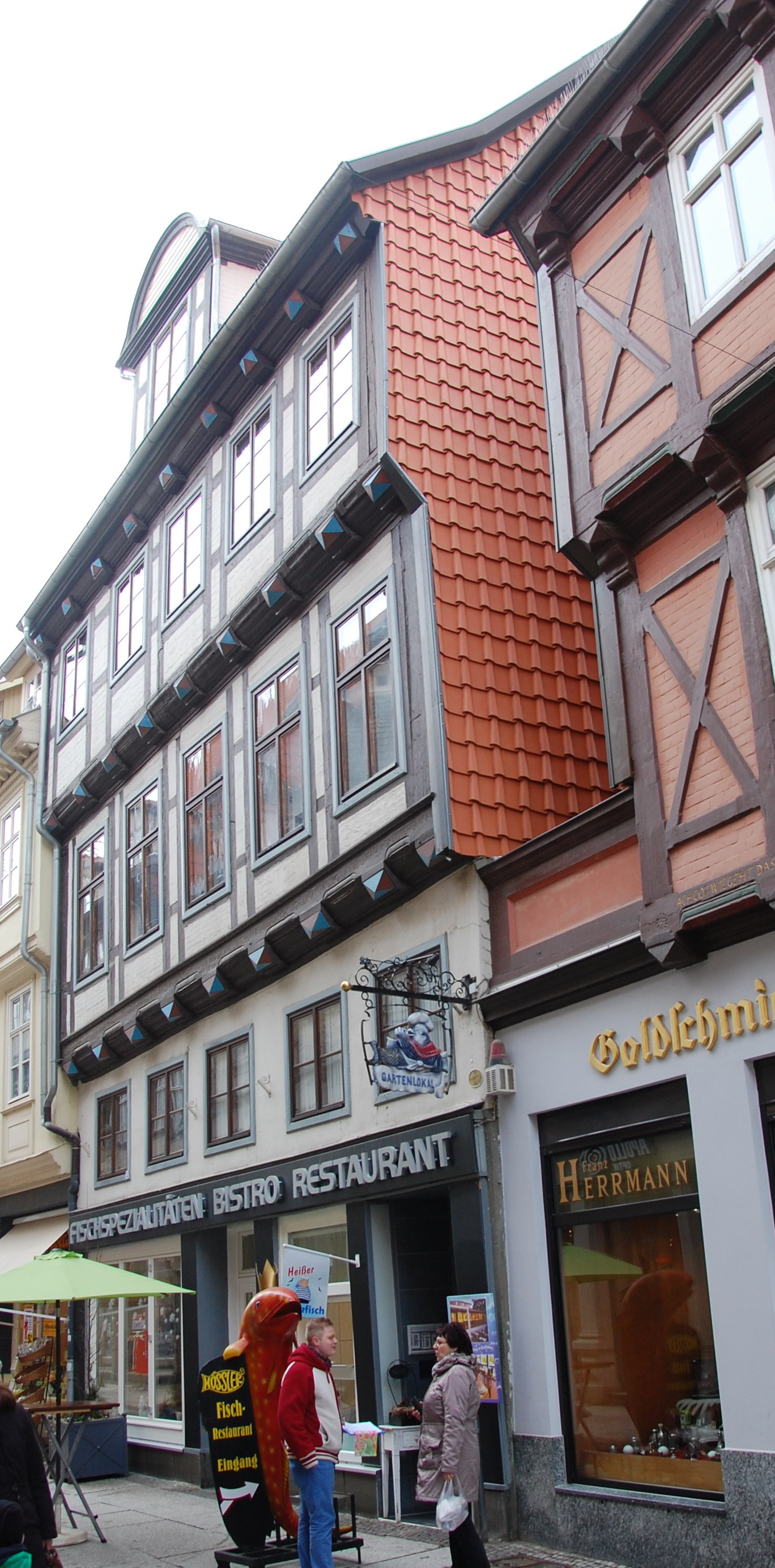
Haus Steinbrücke 21

Das Haus Steinbrücke 21 ist ein denkmalgeschütztes Gebäude in der Stadt Quedlinburg in Sachsen-Anhalt.

## Lage
Es befindet sich südlich des Quedlinburger Marktplatzes, auf der Westseite der Straße Steinbrücke. Im Quedlinburger Denkmalverzeichnis ist es als Kaufmannshaus eingetragen. Südöstlich grenzt das gleichfalls denkmalgeschützte Haus Steinbrücke 20, nordwestlich das Haus Steinbrücke 22 an.

## Architektur und Geschichte
Das dreigeschossige Fachwerkhaus wurde im Jahr 1688 gebaut. Im Erdgeschoss des Gebäudes ist ein Zwischengeschoss eingefügt. Die oberen Geschosse kragen jeweils vor. Auf dem Dach befindet sich eine aus dem Spätbarock stammende Ladeluke. Als zierende Elemente befinden sich am Fachwerk Pyramidenbalkenköpfe und kräftig profilierte Füllhölzer.
Auf dem Hof des Anwesens befindet sich ein gepflasterter Graben.